# Klaus Vrieslander (Bildhauer)

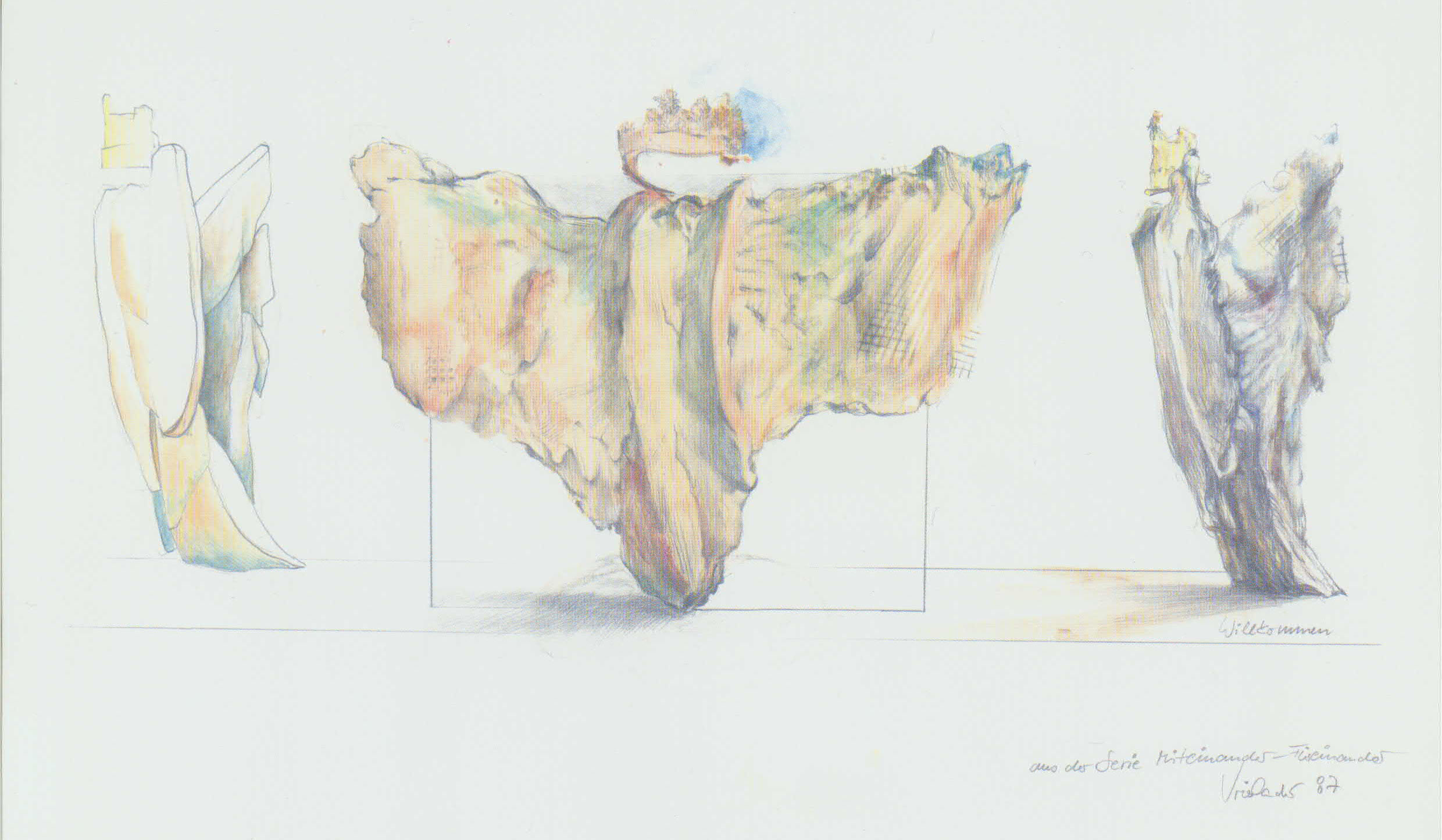
Ideen Skizze Willkommen Bleistift und Aquarell von Klaus Vrieslander.

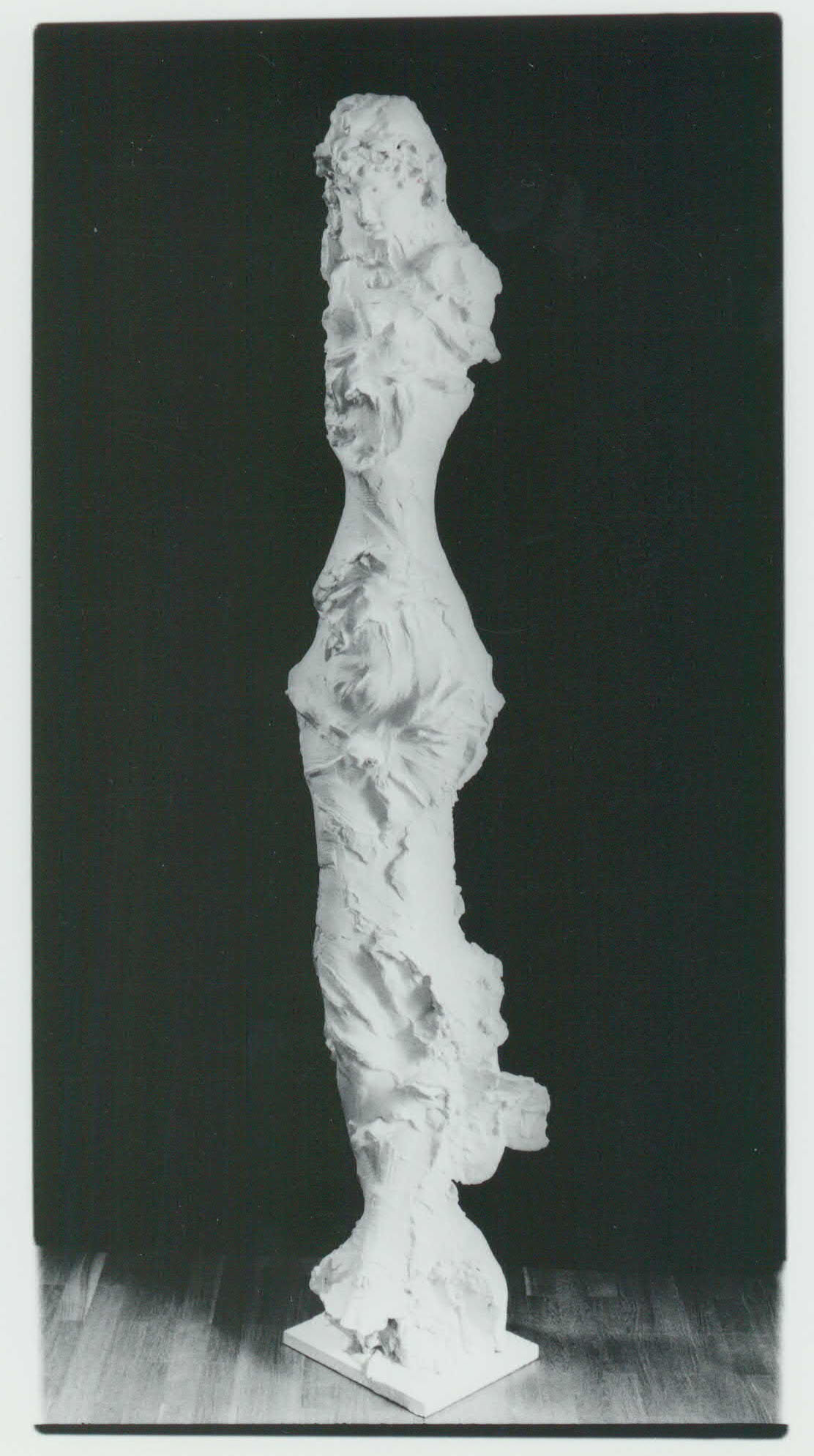
Skulptur Weiße Figur von Klaus Vrieslander.

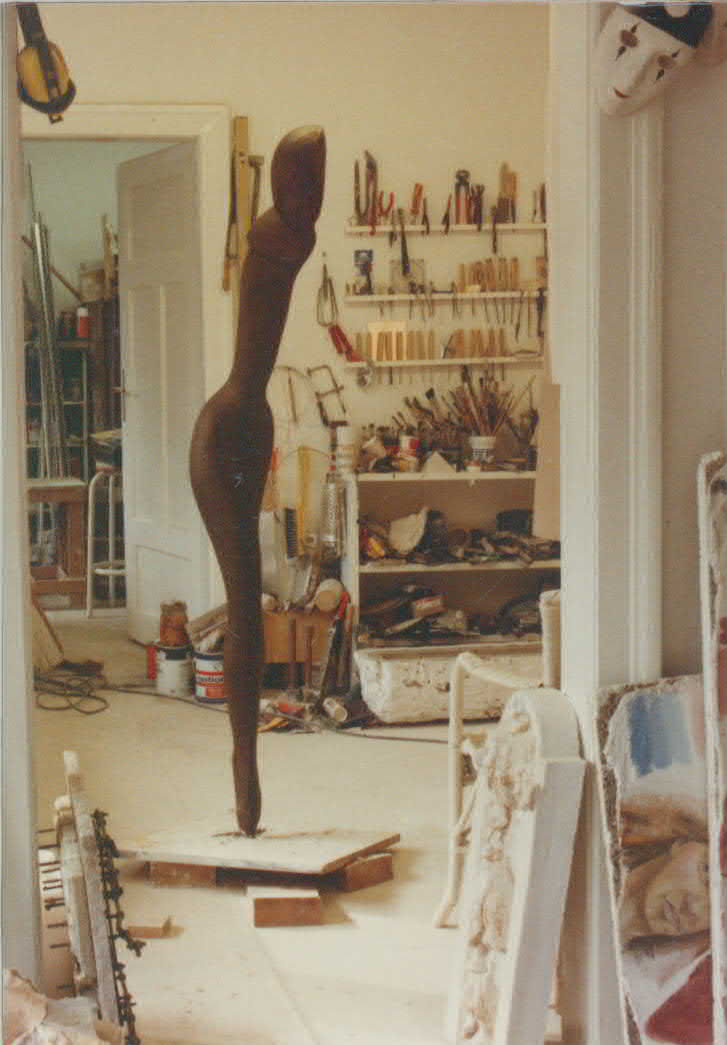
Blick in das Bildhauer Atelier von Klaus Vrieslander.

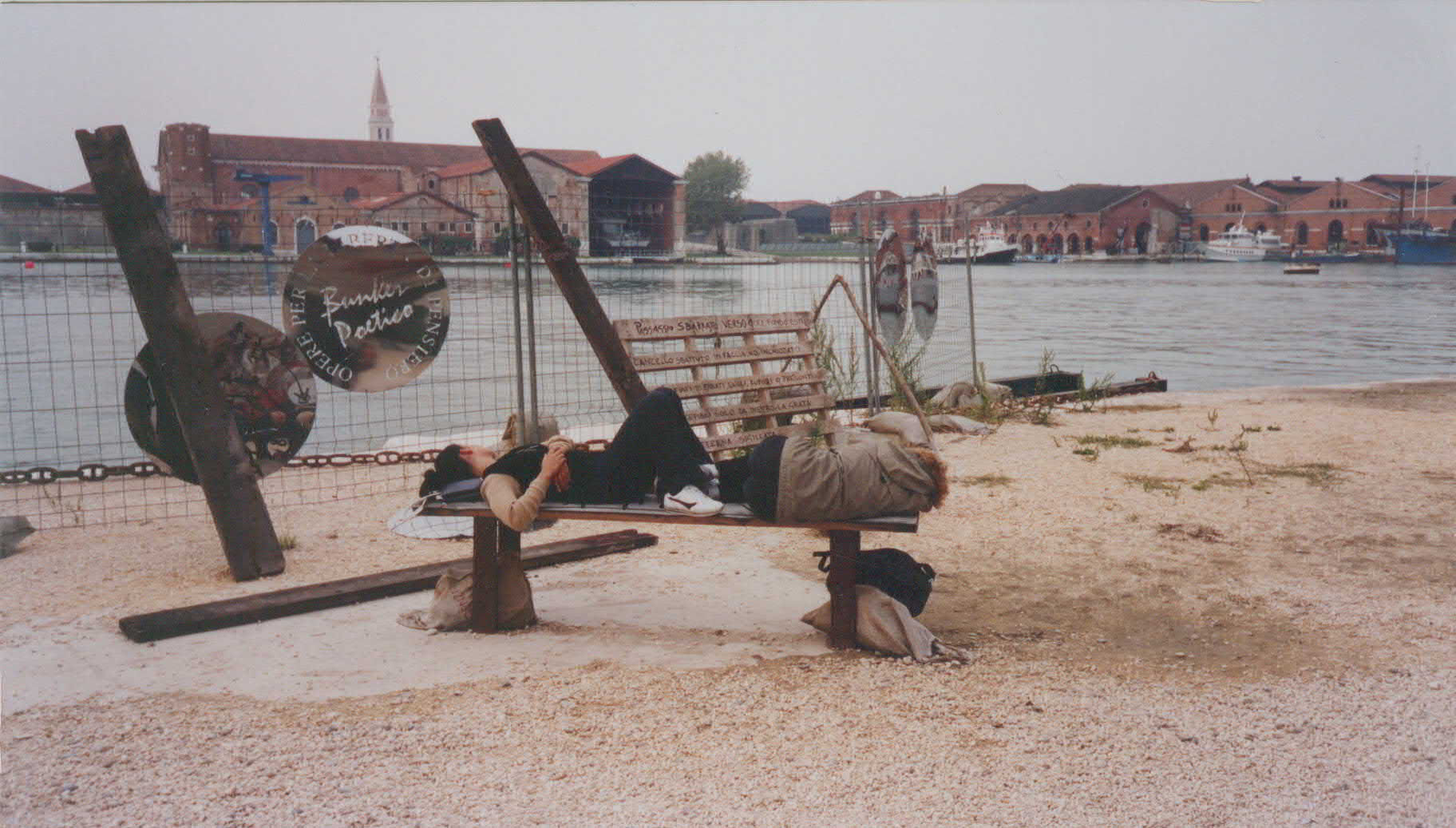
Photo mit Selbstauslöser auf der Biennale Venedig, Arsenale di Venezia, Kunst-Schlafen – Aktionskunst von Klaus Vrieslander.

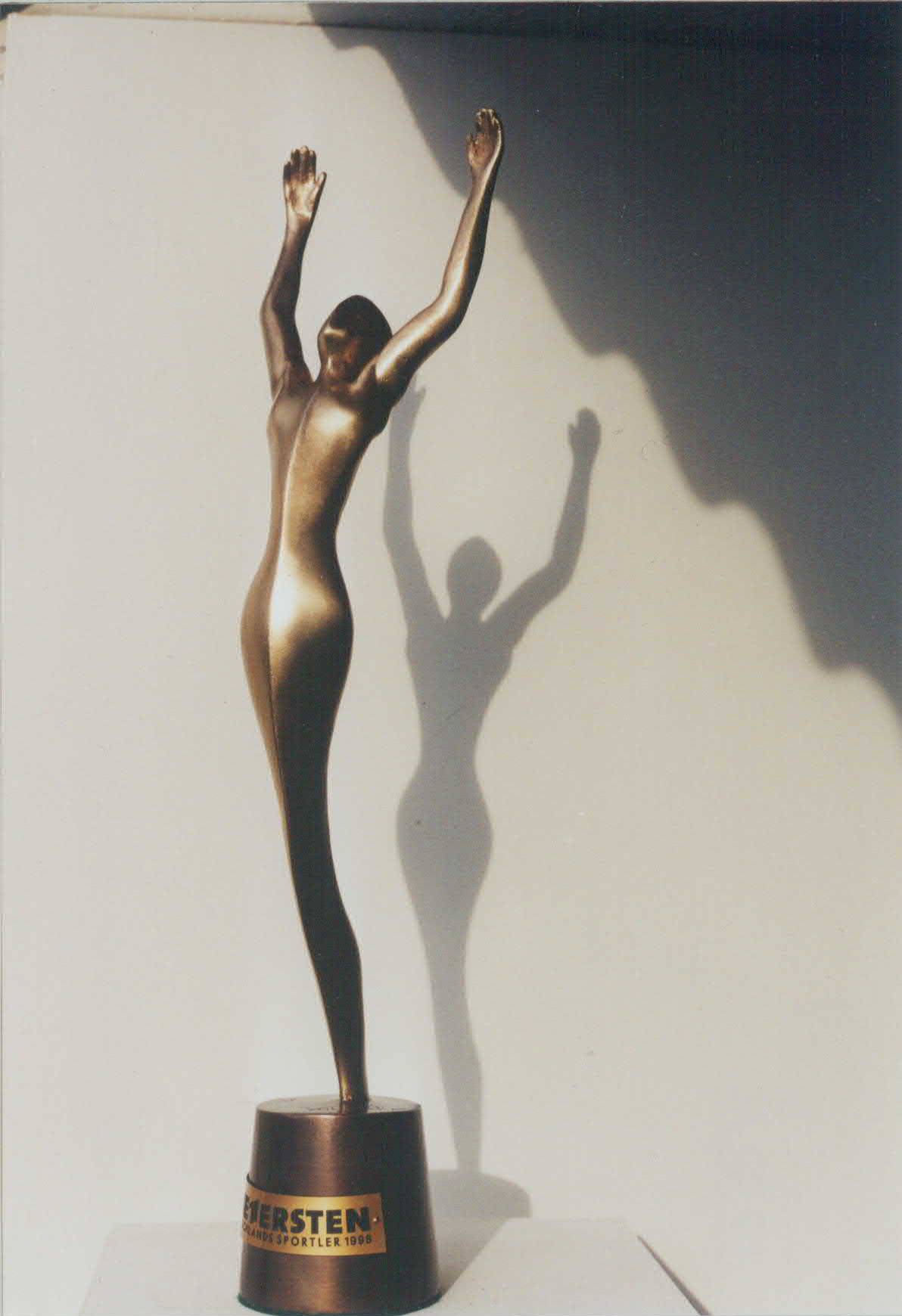
Victoria, die Trophäe der ARD für die Ersten Sportler und Fernsehmoderatoren Deutschlands.

Das Wort Frieden in 7 UNO-Sprachen zur Wiedereröffnung des Suezkanals in Port Said am 5. Juni 1975.

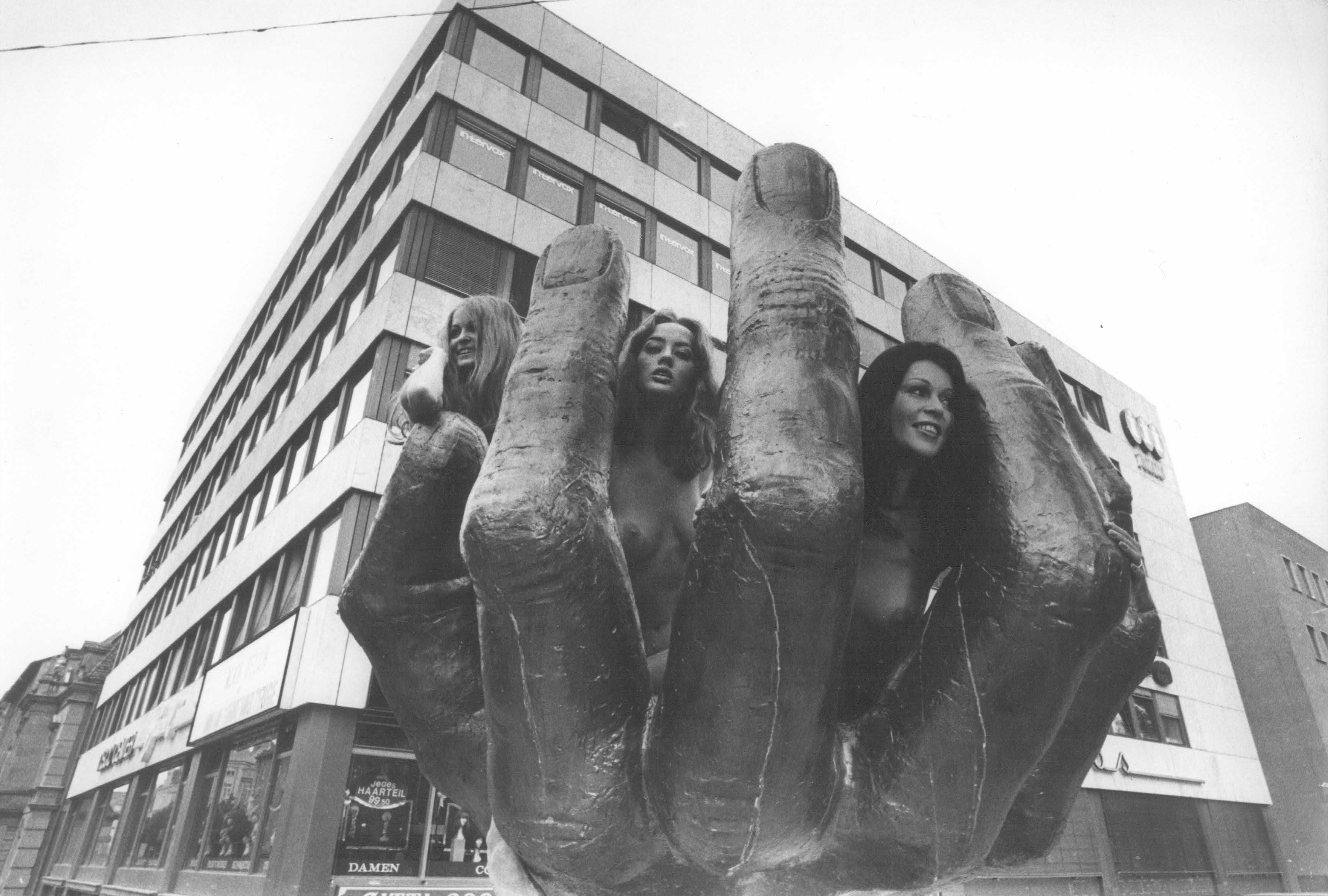
Die Goldene Hand (6m hoch) Gestaltet von Klaus Vrieslander stand auf der Lepoldstrasse in München-Schwabing vor dem Citta 2000

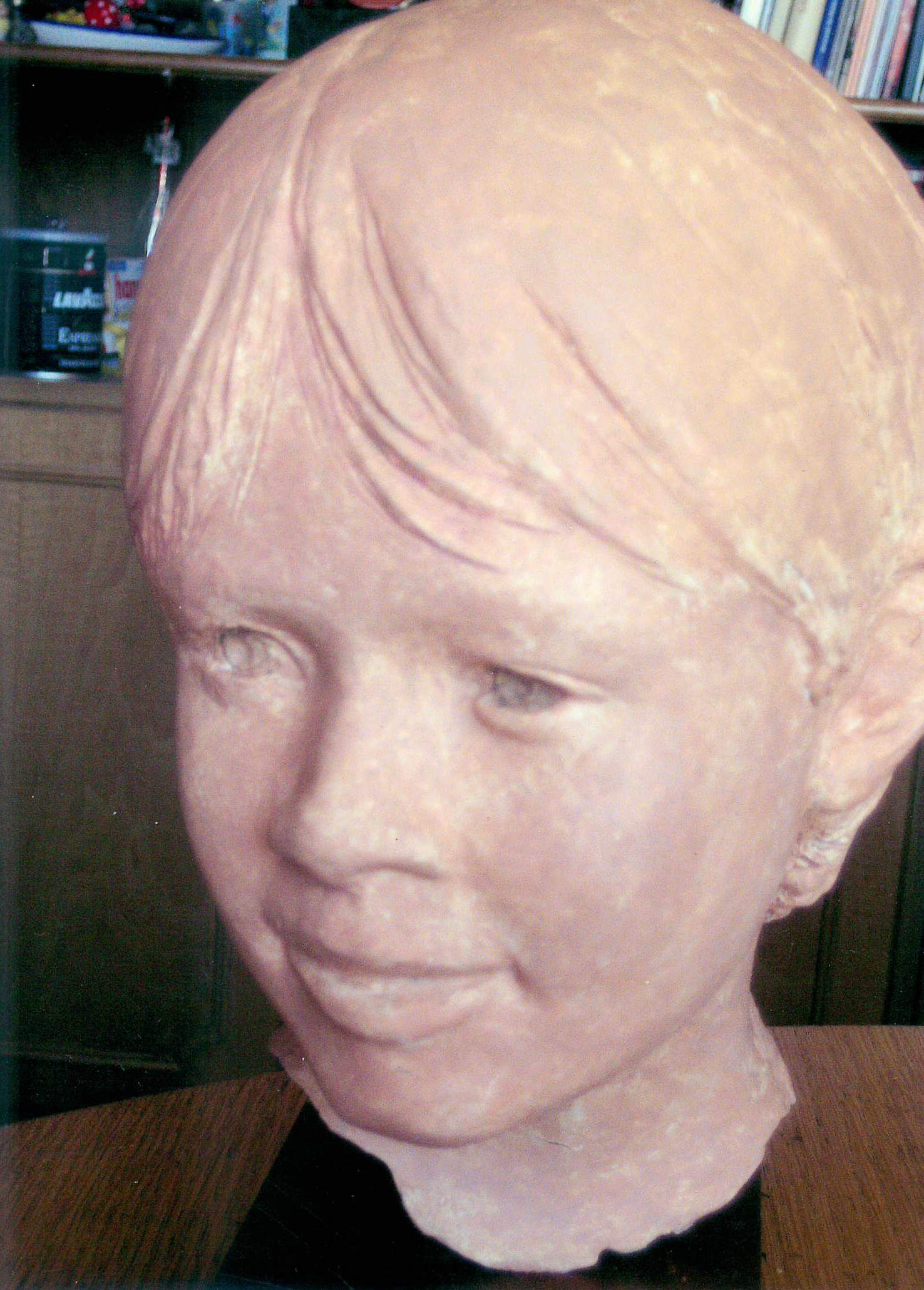
Kinderporträt aus Tonerde von Klaus Vrieslander (2010)

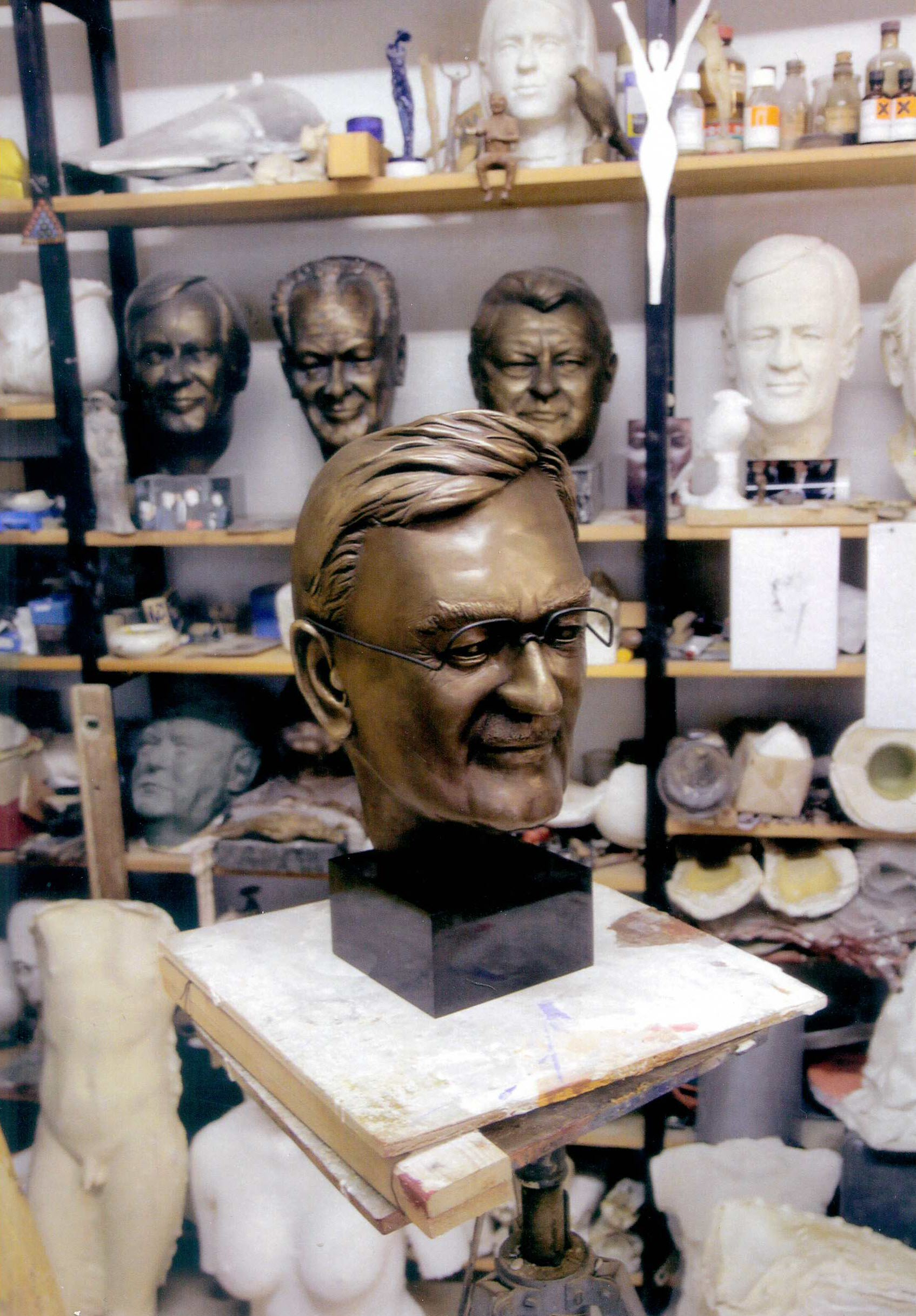
Vrieslander Atelier 2013; im Vordergrund die Büste von Prof. Wolfgang A. Herrmann, Präsident der TUM

Klaus Vrieslander (* 2. Februar 1940 in München; † 9. September 2019 in ebenda) war ein deutscher Bildhauer, Porträtist, Zeichner und Künstler.

## Leben
1940 in München geboren, hatte der Künstler Klaus Vrieslander im Alter von 22 Jahren seine erste Ausstellung mit Porträtbüsten des Bundeskanzlers Ludwig Erhard in München. Ein Jahr darauf, 1963, fertigte er sechs Marmorbüsten für die Ruhmeshalle in München. 1966 entstand die Goldene Hand, eine sechs Meter hohe Plastik, die bis 1973 in der Leopoldstrasse vor dem Citta 2000 in München stand. Während des Studiums der Philosophie und der Kunstgeschichte an der Ludwig-Maximilians-Universität München leitete Klaus Vrieslander das Kulturzentrum Depot – u. a. in Zusammenarbeit mit Joseph Beuys, John Cage und Christo und Jeanne-Claude.
1973 hatte Klaus Vrieslander seine erste Museumsausstellung in der Städtischen Galerie im Lenbachhaus in München. Im selben Jahr entstand das Kunstwerk Frieden, anlässlich der Wiedereröffnung des Suezkanals. Bis 1980 war Klaus Vrieslander Gastprofessor an der Universität Kairo. Zwischen 1976 und 1995 entstanden Porträtbüsten u. a. von Willy Brandt, Herbert von Karajan, Franz Josef Strauß, Albert Einstein und Alfred Kolping.
1996 stellte Klaus Vrieslander u. a. bei der Deutschen Bank (Berlin), in der Montserat Gallery (New York), in der Galerie Mèautis (München), bei den Architekten Engel & Völkers (München) und Giesecke (New York) aus. 1998 kreierte er die Trophäe Victoria für die ARD-Sportgala.
In den vergangenen Jahren entstanden Porträts von August Everding, Muhammad Ali, Pater Rupert Mayer, Papst Johannes XXIII und Joseph Beuys. Im Jahr 2000 stellte er in der Academy of Fine Arts, Guangzhou (Kanton, China) und im Palais Massabni, Beirut (Libanon) aus. Auf der Weltausstellung Hannover zeigte er Porträtbüsten von Zeitzeugen im Schloss Schaumburg-Lippe/Bückeburg, u. a. Klaus von Bismarck (Intendant des WDR und Präsident des Goethe-Instituts), Rolf-Ernst Breuer, Eberhard von Kuenheim und Heinrich von Pierer. Sein letztes Porträt schuf er als Bronzebüste für den Chemiker Wolfgang A. Herrmann, Präsident der TU München, im Jahre 2012.
Klaus Vrieslander lebte als freischaffender Bildhauer, Zeichner und Künstler in München und lehrte Kunst, Kulturtheorie und Aktzeichnen an der Akademie an der Einsteinstraße U5, München.

## Ausstellungen
- 1957 Erste Ausstellung gemeinsam mit Prinzessin Pilar von Bayern und Fritz Winter im Kulturzentrum Arche Noah, München.
- 1962 Erste Einzelausstellung Galerie bei Mutti Bräu, München. Zierkeramiken für Harrod´s London und Bloomingdales, New York. Sitzgarnitur für Continental, Möbelmesse Köln.
- 1963 Offizielle Porträtbüste des Bundeskanzlers Ludwig Erhard. Großer Preis für Skulptur, Monte Carlo, Monaco. Marmorbüsten für die Ruhmeshalle (München).
- 1964 Erste Umweltkunstwerke.
- 1965 Erste Biokynetische Fassadengestaltungen.
- 1969–72 Leitung des Kulturzentrums Depot. „Depot ist ein Gesamtkunstwerk.“ (Zitat: Harald Szeemann)
- 1973 Erste Museumseinzelausstellung in der Städtischen Galerie im Lenbachhaus, München. „Parakunst, Figurensätze, Einschreibungen“.
- 1973 Frieden, das offizielle Kunstwerk zur Wiedereröffnung des Suezkanals. Ein internationales, interdisziplinäres Kunstwerk mit der Akademie der Bildenden Künste München, der Hochschule für Design, Linz, der Hochschule der Künste, Berlin und der Helwan-Universität Kairo. Das Kunstprojekt wurde von den UN, der Bundesrepublik Deutschland und dem Ägyptischen Staat unterstützt.
- 1994 Einzelausstellung Staatliche Majoloka Manufaktur Karlsruhe AG
- 1996 Einzelausstellung Deutsche Bank, Berlin.
- 1996 Einzelausstellung Montserrat Gallery, Manhattan/New York.
- 1997–98 Einzelausstellung Edition Willkommen für die Lufthansa.
- 1998 Ausstellung Architekt. Giesecke, Manhattan/New York.
- 1996 Einzelausstellung Kunstkreis Schering.
- 2002 Ausstellung von Porträts im Einsäulensaal der Residenz, München.
- 2009 Drei Galerieausstellungen in New York.

## Aktionen / Aktionskunst
- 1972 Öffentliche Gespräche mit Joseph Beuys auf der documenta 5
- 1989 Gründungsmitglied Deutsch-Spanischer Kultursenat
- 1997 Hommage à Jean Jacque Rousseau, Bieler See, Schweiz
- 2001 Biennale Venedig, Arsenale di Venezia Kunst-Schlafen (Aktionskunst)
- 2007 Aktionskunst im Rathaus von Göttingen.
- 2009 Biennale Venedig, Arsenale di Venezia Freiheit (Installation)
- 2010 Aktionskunst, Faculty of Fine Arts, Westböhmische Universität Pilsen.
- 2010 Aktionskunst im Schloss Neubeuern.

## Auszeichnungen
- 2001 Mercury Award, New York.

## Trophäen
- 1997 Victoria, die Trophäe der ARD für die Ersten Sportler und Fernsehmoderatoren Deutschlands
- 1999 Trophäe für den Bayerischen Kabarettpreis BR.[2]
- 2006 Senecaporträitbüste als Award für das Bundeswirtschaftsministerium[3]
- 2009 Trophäe Großer Filmpreis der Akademie U5
- 2009 Trophäe Beste Aktzeichnung der Akademie U5

## Porträts
- 1963 Bundeskanzler Ludwig Erhard
- 1998 August Everding, Muhammad Ali, Pater Rupert Mayer SJ, Papst Johannes XXIII., Joseph Beuys.
- 2000 Eberhard von Kuenheim, Heinrich von Pierer, Diana Spencer, Hilmar Kopper.
- 2001 Marion Gräfin Dönhoff, Alois Grillmeier, Otto von Habsburg, Philipp Ernst zu Schaumburg-Lippe.
- 2002 Friede Springer, Hans Zehetmair.
- 2009 Große Porträtbüste von König Ludwig II. für die Ruhmeshalle, München.
- 2009 Reinhard Mohn
- 2010 Albert Einstein Porträtbüste für die Hebräische Universität, Jerusalem.
- 2012 Wolfgang A. Herrmann

## Großplastiken im Öffentlichen Raum (Auswahl)
- 1966 Goldene Hand in der Leopoldstraße, München (7 m hoch)
- 1976 Gänshängerbrunnen in Schierling (Oberpfalz).
- 1979 Lebensgroße, bronzene Figurengruppe Miteinander, Begreifen, Befinden, Erfassen für das Burkhart-Gymnasium Pfaffenberg.
- 1984 Lebensgroße Figurengruppe für den Katholikentag, München: Dem Leben trauen – Miteinander.
- 1989 Flötenspieler Brunnenanlage, Hilton Hotel München Bronze Figur Flötenspieler vor dem Flöten Spieler Brunnen des Hilton Hotels in München von Klaus Vrieslander.

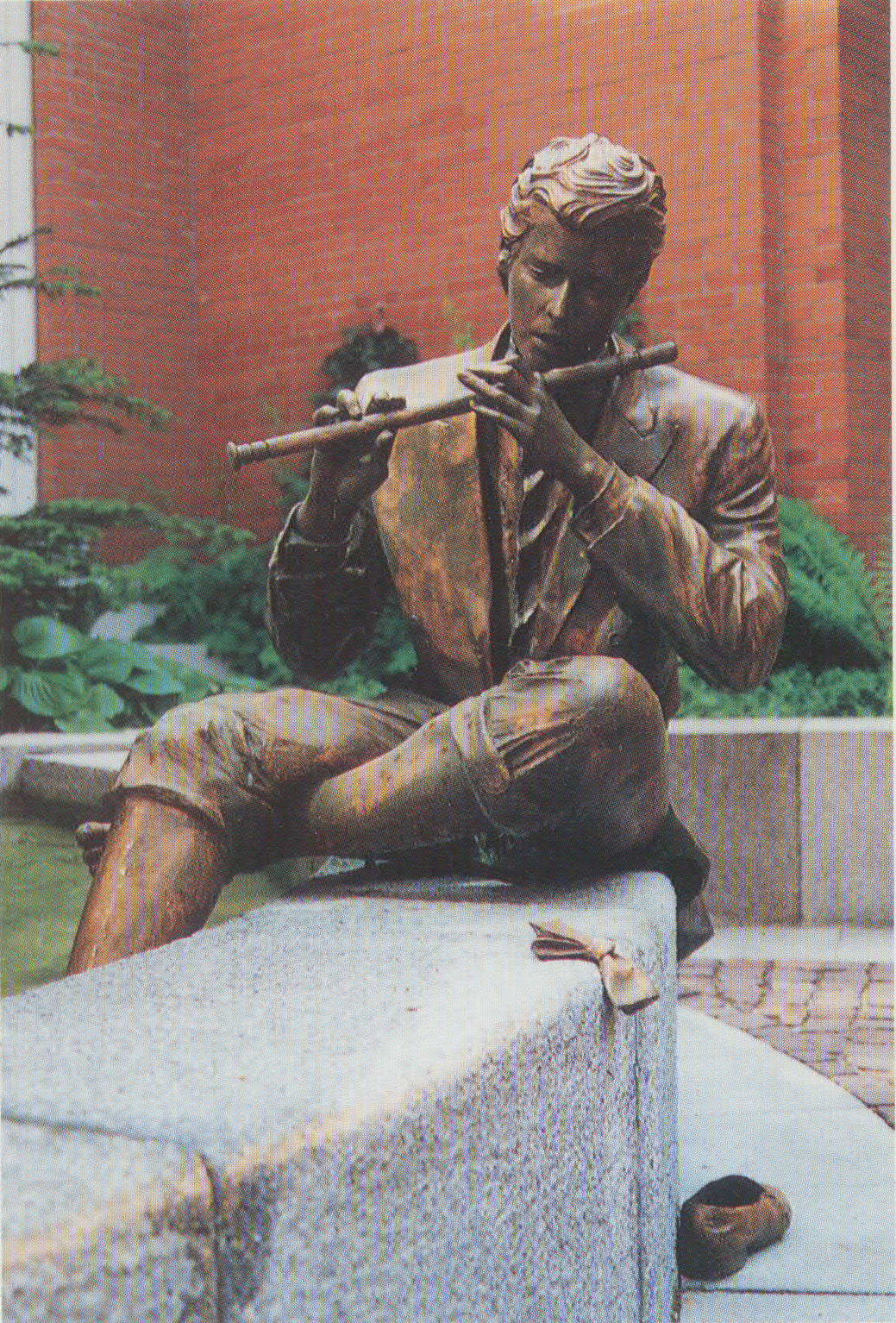
Bronze Figur Flötenspieler vor dem Flöten Spieler Brunnen des Hilton Hotels in München von Klaus Vrieslander.

- 2002 Sechs Meter hohe Stahlrohrfiguren, die bepflanzt wurden, München

## Publikation
- 2001 Edition Philosophen Hochschule für Philosophie, München.